# Jura (geološko razdoblje)
Jura je razdoblje u mezozoiku između trijasa i krede.
Prije 200 milijuna godina klima se promijenila. Cijela Zemlja prekrivena je bujnom vegetacijom i zahvaljujući toplini i vlazi, nalikuje na golemu tropsku šumu. Divovske biljke, paprati svih vrsta, lišće četinjača, kukci i gušteri obilna su hrana dinosaura koji se sve više množe. Nebom već lete preteče današnjih ptica.

## Poveznice
- Geološka razdoblja